# جمشیدآباد (خوسف)
جمشیدآباد یک منطقهٔ مسکونی در ایران است که در دهستان قلعه زری واقع شده‌است. براساس سرشماری مرکز آمار ایران در سال ۱۳۹۵، جمشیدآباد ۱۹ نفر جمعیت دارد.